# Robert Kerman
Robert Charles Kerman (ismert Richard Bolla néven is) (New York-Brooklyn, 1947. december 16. – New York, 2018. december 27.) amerikai színész.

## Fontosabb filmjei
- Anyone But My Husband (1975)
- Blow Dry (1976)
- Punk Rock (1977)
- Hölgyem, Isten áldja! (The Goodbye Girl) (1977)
- Debbie Does Dallas (1978)
- S O.S. Concorde (Concorde Affaire '79) (1979)
- Airport '79 – Concorde (The Concorde ... Airport '79) (1979)
- Cannibal Holocaust (1980)
- Inside Seka (1980)
- Amerikai lányok (Girls U.S.A.) (1980)
- The Satisfiers of Alpha Blue (1981)
- Cannibal Ferox (1981)
- Debbie Does Dallas Part II (1981)
- Amanda by Night (1981)
- The Clairvoyant (1982)
- The Devil in Miss Jones Part II (1982)
- Mission Hill (1982)
- Liquid A$$ets (1982)
- Public Affairs (1983)
- Death Mask (1984)
- Spitfire (1985)
- Hot Blooded (1985)
- Corporate Assets (1985)
- Rémes egy éjszaka (Night of the Creeps) (1986)
- Nincs kiút (No Way Out) (1987)
- Street Heat (1987)
- Men Under Water (1998)
- Pókember (Spider-Man) (2002)